# Jelly Belly Candy Company
A Jelly Belly Candy Company, anteriormente conhecida como Herman Goelitz Candy Company e Goelitz Confectionery Company, fabrica jujubas e outros doces.  A empresa está sediada em Fairfield, Califórnia, com uma segunda fábrica em North Chicago, Illinois. Um centro de distribuição e visitantes em Pleasant Prairie, Wisconsin, começou a liquidação e fechamento em 3 de agosto de 2020.